# Eunidia plagiata
Eunidia plagiata es una especie de escarabajo longicornio del género Eunidia, categorizada en la tribu Eunidiini, de la subfamilia Lamiinae. Fue descrita por Gahan en 1898.

## Descripción
Mide 7-12,5 mm de longitud.

## Distribución
Se distribuye por Botsuana, Camerún, Etiopía, Kenia, Mozambique, República Democrática del Congo, República de Sudáfrica, Sudán, Tanzania, Chad, Zambia y Zimbabue.